# Cryptochetum idiocerum
Cryptochetum idiocerum är en tvåvingeart som beskrevs av Thorpe 1941. Cryptochetum idiocerum ingår i släktet Cryptochetum och familjen Cryptochetidae.
Artens utbredningsområde är Uganda. Inga underarter finns listade i Catalogue of Life.